# カーク・ソーントン
カーク・ソーントン（Kirk Thornton、1956年5月13日 - ） は、アメリカ合衆国の男性声優、音響監督。ポートランド出身。

## 人物
南オレゴン大学、オレゴン大学、ワシントン大学卒業。1979年から1981年までオレゴン・シェイクスピア・フェスティバルのメンバーであり、同じくメンバーであったトム・ワイナーから声優の仕事を紹介され、声優の活動を開始した。
テレビラジオ芸能人連盟、映画俳優組合、俳優組合会員。

## 別名
- ロナルド・アレン （Ronald Allen）
- ロン・アレン（Ron Allen）
- スパーキー・アレン（Sparky Allen）
- トッド・クランプ（Todd Crump）
- ドナルド・リー（Donald Lee）
- ロバート・ロイド（Robert Lloyd）
- ショーン・ロバーツ（Sean Roberts）
- スパンキー・ロバーツ（Spanky Roberts）
- スパーキー・ロバーツ（Sparky Roberts）
- カート・ソーントン（Kurt Thornton）
- スパーキー・ソーントン（Sparky Thornton）
- スターキー・ソーントン（Starky Thornton）
- カーク・ソートン（Kirk Thorton）
- スパーキー・ソートン（Sparky Thorton）
- ショーン・ソートン（Sean Thorton）

など多数。

## 出演作品

### テレビアニメ
1994年
- Jin Jin and the Panda Patrol
- ルパン三世 (TV第2シリーズ)「死の翼アルバトロス」（ロンバッハの手下）※ストリームライン版

1995年
- 宇宙の騎士テッカマンブレード（カル博士）

1997年
- 神秘の世界エルハザード（インタビューアー）
- ストリートファイターII V（ガイル）※マンガ・エンターテイメント版

1998年
- ふしぎ遊戯（星宿）

1999年
- カウボーイビバップ（アシモフ・ソーレンサン）
- 北斗の拳（スペード）
- 星方武侠アウトロースター（クラッカージャック、アークマナフ）
- serial experiments lain（英利政美）
- デジモンアドベンチャー（ガブモン、ヴァンデモン、ヴェノムヴェンデモン）
- バトルアスリーテス大運動会（ナレーター）

2000年
- デジモンアドベンチャー02（ガブモン、マミーモン）
- デュアル!ぱられルンルン物語（真田賢）
- トライガン（雷泥・ザ・ブレード）
- るろうに剣心 -明治剣客浪漫譚-（銀丈、桜丸、佐々木平八郎）

2001年
- 怪盗セイント・テール（ペットショップ店長）
- ゲートキーパーズ（番場長太郎）
- THE ビッグオー（R・インストル）* デジモンテイマーズ（松田剛弘）
- トランスフォーマー・ロボッツ・イン・ディスガイズ（ケネス・オオニシ）
- 吸血姫美夕（大島容一）
- 六門天外モンコレナイト（アースドラゴン）

2002年
- 風まかせ月影蘭（ヤクザ）
- GTO（弾間龍二、菊地善人、吉川のぼる）
- デジモンフロンティア（ツノモン、ガブモン、カラテンモン）
- デュエル・マスターズ（ナイト）
- ヴァンドレッド（バート・ガルサス）
- ラブひな（瀬田記康）
- るろうに剣心 -明治剣客浪漫譚-（斉藤一）

2003年
- アレクサンダー戦記（デスラモネス）
- Witch Hunter ROBIN（三沢和哉、益田四郎）
- おねがい☆ティーチャー（間雲漂介）
- 臣士魔法劇場 リスキー☆セフティ（萌のお父さん）
- サイボーグ009 THE CYBORG SOLDIER（002）
- スクライド（ナレーター、ヒデキ、ウリザネ）
- THE ビッグオー second season（R・インストル）
- 人造人間キカイダー THE ANIMATION（服部）
- スクライド（ナレーター、ヒデキ、ウリザネ）
- ちょびっツ（ジーマ）
- フィギュア17 つばさ&ヒカル（椎名英夫）
- まほろまてぃっく（川原清巳）
- まほろまてぃっく〜もっと美しいもの〜（川原清巳）
- ルパン三世 (TV第2シリーズ)（必殺人九郎）※パイオニア版

2004年
- WOLF'S RAIN（レアラの父）
- おねがい☆ツインズ（間雲漂介）
- 旋風の用心棒（銀鮫吉）
- ガングレイヴ（ビヨンド・ザ・グレイヴ）
- 攻殻機動隊 STAND ALONE COMPLEX（佐藤）
- 真月譚 月姫（ミハイル・ロア・バルダムヨォン）
- TEXHNOLYZE（園田彰久）
- 天地無用! GXP（天南静竜）
- まほろまてぃっく TVスペシャル えっちなのはいけないと思います!（川原清巳）
- RAVE（ベリアル）

2005年
- IGPX（マサ・イシカワ）
- OVERMANキングゲイナー（ゲイン・ビジョウ）
- 今日からマ王!（フォングランツ・アーダルベルト）
- 攻殻機動隊 S.A.C. 2nd GIG（クゼ・ヒデオ）
- 最遊記RELOAD
- サムライチャンプルー（仁）
- スクラップド・プリンセス（ドイル・バレット）
- NARUTO -ナルト-（タヅナ、干柿鬼鮫、守鶴、暗部の隊長、アカホシ、ゲンノウ）
- Fate/stay night（衛宮切嗣）
- プラネテス（星野八郎太）
- ボボボーボ・ボーボボ（首領パッチ）

2006年
- ガン×ソード（カギ爪の男）
- 神無月の巫女（ギロチ）
- 交響詩篇エウレカセブン（マシュー）
- 最遊記RELOAD GUNLOCK
- テニスの王子様（手塚国光）
- 天上天下（俵文七）
- BLEACH（火無菊、宇柿）

2007年
- アイシールド21（十文字一輝）
- デジモンセイバーズ（湯島浩）
- ボボボーボ・ボーボボ（ハイドレート）
- 流星のロックマン（ジェミニ）

2008年
- コードギアス 反逆のルルーシュ（扇要）
- コードギアス 反逆のルルーシュR2（扇要）
- BLUE DRAGON（ミノタウロス）

2009年
- スティッチ!（ハムスターヴィール博士、鈴木さん）
- MONSTER（グロス、赤ん坊）

2010年
- CLOUD BREAD（父親 他）
- 結界師（雪村時雄、弓鉄、人間霊、男、緒方）
- MONSTER（赤ん坊）

2011年
- スティッチ! 〜いたずらエイリアンの大冒険〜（ハムスターヴィール博士、鈴木さん）
- デュラララ!!（那須島隆志）
- デジモンクロスウォーズ（タクティモン、デッドリーアックスモン/ダークナイトモン、アポロモン）

2012年
- 獣旋バトル モンスーノ（ノア）
- スター・ウォーズ/クローン・ウォーズ（サンジェイ・ラッシュ）
- ブレイド（サコミズ）
- ペルソナ4（諸岡金四郎）

2013年
- 青の祓魔師（藤本獅郎）
- TIGER & BUNNY（ロバート）
- Fate/Zero（衛宮矩賢）
- ポケットモンスター THE ORIGIN（フジ老人）

2014年
- ドラえもん（2005年版）（ジャイアンの父）
- マギ（呂斎）
- ソニックトゥーン (亀のリロイ)

2016年
- ドラゴンボール超（ - 2017年、亀仙人、シャンパ）※バングズーム! エンタテイメント版

2017年
- ドキドキ!プリキュア（セバスチャン）

2019年
- 鬼滅の刃（竈門炭十郎、手鬼）

### 劇場アニメ
1991年
- 北斗の拳（ゼンダの手下2）

1992年
- ルパン三世 カリオストロの城（大司教）※ストリームライン版

1995年
- ルパン三世 ルパンVS複製人間（石川五ェ門）

1996年
- ストリートファイターII MOVIE（ガイル）

1998年
- 幽☆遊☆白書（飛影[3]）
- アミテージ・ザ・サード POLY-MATRIXDUAL-MATRIX

1999年
- 機動戦士ガンダム（リード）
- 機動戦士ガンダムII 哀・戦士編
- パーフェクトブルー

2000年
- ルパン三世 カリオストロの城（カリオストロ伯爵）※MGM版

2001年
- AKIRA
- ラーマーヤナ ラーマ王子伝説（インドラジット）

2002年
- ガンドレス（カザマ将軍、アリ・ジャイーブ・ハッサン）

2003年
- 劇場版カードキャプターさくら 封印されたカード（木之本桃矢）
- サクラ大戦 活動写真（田沼晴義）
- WXIII 機動警察パトレイバー（石原悟郎）

2004年
- 機動戦士ガンダムF91（サム・エルグ）

2008年
- バイオハザード ディジェネレーション（大統領）

2009年
- Happily N'ever After 2（モンク）

2011年
- 秒速5センチメートル（教師）※バンダイ・エンタテイメント版

2012年
- バイオハザード ダムネーション（モーションアクター）

2013年
- 青の祓魔師 ―劇場版―（藤本獅郎）
- 雪の女王

2014年
- ももへの手紙（ももの父）

2018年
- スモールフット（ループグループ）

2019年
- プレイモービル マーラとチャーリーの大冒険（オーク・オーク）

2021年
- STAND BY ME ドラえもん 2（しずかのパパ）

2022年
- 名探偵コナン 業火の向日葵（中森銀三）

### OVA
1992年
- 吸血鬼ハンターD（左手）

1995年
- マクロスプラス

1997年
- ブラック・ジャック（ブラック・ジャック）

1999年
- 機動戦士ガンダム0080 ポケットの中の戦争
- 機動戦士ガンダム0083 STARDUST MEMORY（アナベル・ガトー）
- ザ・コクピット

2000年
- ふしぎ遊戯（星宿）
- ふしぎ遊戯2（星宿）

2001年
- 機動戦士ガンダム 第08MS小隊（デル）

2002年
- ふしぎ遊戯 永光伝（星宿）

2004年
- I'll/CKBC（立花茜）
- ここはグリーン・ウッド（蓮川一弘）※メディアブラスター版

2005年
- 新ゲッターロボ（神隼人）
- 天地無用! 魎皇鬼（九羅密吟鍛、池田）

2015年
- 機動戦士ガンダム THE ORIGIN（ランバ・ラル）

### Webアニメ
- スーパーマン: レッド・サン（2009年、ジミー・オルセン、ハル・ジョーダン / グリーンランタン、ピョートル）
- エイリアン・Xマス（2020年、トナカイ）
- アーケイン（2021年）
- 範馬刃牙（2021年 - 2023年、ナレーション、範馬勇次郎）

### ゲーム
1998年
- ブレイヴフェンサー 武蔵伝（エド）

2003年
- 真・三國無双3（孟獲、夏侯惇）
- 真・三國無双3 猛将伝（孟獲、夏侯惇）
- ゼノサーガ エピソードI［力への意志］（ヘルマン）
- .hack（オルカ）

2004年
- エースコンバット5 ジ・アンサング・ウォー（サンダーヘッド）
- 真・三國無双3 Empires（孟獲、夏侯惇）
- 戦国無双（本多忠勝）
- ネオ・コントラ（プラント・コントラ）
- バイオハザード アウトブレイク FILE2（ケビン・ライマン）
- ファントム・ブレイブ

2005年
- アーバンレイン（マシューズ）
- 決戦III（丹羽長秀、武田勝頼）
- 真・三國無双4（孟獲、夏侯惇）
- ゼノサーガ エピソードII［善悪の彼岸］（ヘルマン）
- DIGITAL DEVIL SAGA アバタール・チューナー（ローランド）
- FRONT MISSION4（ビリー・レンゲス）
- ロマンシング サガ -ミンストレルソング-（ダーク）

2006年
- キングダム ハーツII（サイクス）
- グランディアIII（ロッツ）
- 真・三國無双4 猛将伝（孟獲、夏侯惇）
- 真・三國無双4 Empires（孟獲、夏侯惇）
- テイルズ オブ ジ アビス（ジェイド・カーティス）
- バテン・カイトスII 始まりの翼と神々の嗣子（サナス）
- 魔界戦記ディスガイア2（斧雪）

2007年
- イリスのアトリエ グランファンタズム（アッシュ・フォン・アーベンスタイン）
- エースコンバット6 解放への戦火（ルイス・マクナイト）
- .hack//G.U.（大火、ネギ丸）
- NARUTO -ナルト- ナルティメットヒーロー2（鮫肌）
- PROJECT SYLPHEED（ニコラス・ヴィエラ）
- 無双OROCHI（孟獲、夏侯惇）
- ローグギャラクシー（ザックス・モラーティ、シザーキング）

2008年
- 真・三國無双5（夏侯惇）
- 無双OROCHI 魔王再臨（孟獲、夏侯惇）

2009年
- キングダム ハーツ 358/2 Days（サイクス）

2011年
- DC Universe Online（フェイシャルモーションキャプチャー）

2012年
- バイナリー ドメイン（モーションキャプチャー）

2014年
- GUILTY GEAR Xrd -SIGN-（ポチョムキン）

### 特撮
1993年
- パワーレンジャー（ハチャソーラスの声）

1994年
- パワーレンジャー（ドラモグラーの声）

1995年
- バーチャル戦士トゥルーパーズ（メカノイドの声）
- マスクド・ライダー（リサイクロトロンの声、スカル・リーパーBの声、スカル・リーパーCの声）

1996年
- パワーレンジャー（プロフェッサー・ロングノーズの声）
- パワーレンジャー・ジオ（再生サイロの声、アルターの声、ヌークファイアの声）

1997年
- パワーレンジャー・ターボ（クリープスの声）

1998年
- パワーレンジャー・イン・スペース（ボルテージホグの声、クレーテナイトの声、パワードリラーの声）

1999年
- パワーレンジャー・ロスト・ギャラクシー（ブラントの声、サムロンの声、正体不明のエイリアンの声）

2000年
- パワーレンジャー・ライトスピード・レスキュー（スペルバインダーの声）

2001年
- パワーレンジャー・タイムフォース（アンジェルコンの声、幻アンジェリコンの声）

2000年
- パワーレンジャー・ワイルドフォース（モーターサイクルオルグの声）

### 実写映画
2004年
- 私たちは一体全体何を知っているというの!?（様々な声）

2011年
- ドライヴ（ループグループ）

2012年
- アイアン・スカイ（ADRループグループ）

2013年
- エンド・オブ・ホワイトハウス（ADRループグループ）

2015年
- ZIPPER/ジッパー エリートが堕ちた罠（ADRループグループ）
- ニュースの真相（ループグループボイス）
- マギー（ボイスオーバータレント）

2016年
- インデペンデンス・デイ リサージェンス（その他の声）
- ドリーム（声の出演）

2017年
- バトル・オブ・ザ・セクシーズ（その他の声）
- ブラッド・スローン（ループグループ）

2018年
- シックス・バルーン（ルーパー）
- ブレイキング・イン（声の出演）
- 僕のワンダフル・ジャーニー（声の出演）

2021年
- インフィニット 無限の記憶（声の出演）
- THE GUILTY/ギルティ（その他の声）

2023年
- インディ・ジョーンズと運命のダイヤル（その他の声）

### 吹き替え
1991年
- ニキータ（コヨーテ）

1994年
- 未来忍者 慶雲機忍外伝（黒鷺敷波）

1999年
- ツイン・ドラゴン

2003年
- VERSUS（ヴィラン）

2004年
- 少林サッカー（ハン）

2005年
- スカイハイ 劇場版（神崎耕平〈谷原章介〉）

2006年
- デス・トランス（グレイヴ〈坂口拓〉）

2009年
- 東京ゾンビ（ドンガイラ〈橋本さとし〉）

2019年
- 嵐の中で

2020年
- サンティネル
- 吹雪と贄
- ローグ・シティ（ジョージズ・カンパーナ）

2021年
- ヒヤシンスの血（エドワード）
- フェリー

### その他
2008年
- アドベンチャーズ・イン・ボイス・アクティング（本人出演）
- Power Rangers Jungle Fury Mega Mission Helmet（音声ギミック）

## 参加作品

### テレビアニメ（スタッフ）
2000年
- デュアル!ぱられルンルン物語（ADR台本）

2001年
- るろうに剣心 -明治剣客浪漫譚-（ADR台本、ADRスクリプト・エディター）

2002年
- コスモウォーリアー零（ADRディレクター、ADRf台本）

2003年
- 人造人間キカイダー THE ANIMATION（ADR台本）
- スクライド（ADRディレクター、ADR台本）
- 爆闘宣言ダイガンダー（台本）

2004年
- GAD GUARD（ADRディレクター、ADR台本）
- 絢爛舞踏祭 ザ・マーズ・デイブレイク（音声演出）
- 真月譚 月姫（音声演出、ADR台本）

2005年
- お伽草子（音声演出、ADR台本）
- サムライチャンプルー（ADR台本）

2006年
- 神無月の巫女（ADRディレクター、台本）
- NARUTO -ナルト-（ADRディレクター）
- BLEACH（共同ディレクター）

2008年
- BLUE DRAGON（音声演出）

2010年
- アイアンマン（台本脚色）

2011年
- ウルヴァリン（台本脚色）
- BLEACH（脚色）

### 劇場アニメ（スタッフ）
2002年
- ガンドレス（ADRディレクター、台本）

2009年
- 劇場版BLEACH The DiamondDust Rebellion もう一つの氷輪丸（脚色）

### OVA（スタッフ）
2001年
- ストリートファイターZERO - THE ANIMATION -（台本）

2003年
- ゲートキーパーズ21（ADRディレクター）

2004年
- キカイダー01 THE ANIMATION（ADR台本）

### ゲーム（スタッフ）
2003年
- .hack//感染拡大 Vol.1（スタッフ）
- .hack//悪性変異 Vol.2（スタッフ）

2004年
- .hack//侵食汚染 Vol.3（スタッフ）

2005年
- .hack//絶対包囲 Vol.4（ADRディレクター）

2006年
- サムライチャンプルー HIPHOPサムライアクション（音声演出）
- タイムクライシス4（音声演出）

2007年
- WWE SmackDown vs. RAW 2008（ボイスオーバーディレクター）
- ローグギャラクシー（音声演出）

2008年
- WWE SmackDown vs. RAW 2009（ボイスオーバーディレクター）

2009年
- WWE SmackDown vs. RAW 2010（ボイスオーバーディレクター）
- レッドファクション:ゲリラ（ボイスオーバーディレクター）

2011年
- WWE SmackDown vs. RAW 2011（ボイスオーバーディレクター）

2012年
- Dragon's Dogma（音声演出）

2014年
- ライトニング リターンズ ファイナルファンタジーXIII（音声演出、キャスティング）

2020年
- ONE PUNCH MAN A HERO NOBODY KNOWS（音声演出）

### 吹き替え（スタッフ）
- ボーダータウン 犯罪が眠る街（2018年、アシスタント・ボイスディレクター）
- ダーク（2020年、アシスタント・ボイスディレクター）

### その他（スタッフ）
2009年
- ダッドナップ〜パパ誘拐計画DVD映像特典（音声演出）